# Colonia Lombardo
Colonia Lombardo är en ort i Mexiko.   Den ligger i kommunen Acayucan och delstaten Veracruz, i den sydöstra delen av landet, 500 km öster om huvudstaden Mexico City. Colonia Lombardo ligger 64 meter över havet och antalet invånare är 282.
Terrängen runt Colonia Lombardo är platt. Runt Colonia Lombardo är det ganska tätbefolkat, med 54 invånare per kvadratkilometer. Närmaste större samhälle är Acayucan, 2,9 km sydost om Colonia Lombardo. Omgivningarna runt Colonia Lombardo är en mosaik av jordbruksmark och naturlig växtlighet.